# Bluetory
Bluetory는 그룹 씨엔블루(CNBLUE)의 데뷔 미니앨범으로, 2010년 1월 14일 발매되었다. 앨범 타이틀 ‘블루토리’는 파랑을 뜻하는 ‘블루’와 순수 한국말 '토리'를 따온 말이다.
씨엔블루는 이 앨범의 타이틀곡 〈외톨이야〉로 2010년 1월 15일 KBS 2TV 뮤직뱅크에서 데뷔하였다. 같은 달 29일 뮤직뱅크에서 데뷔한 지 15일 만에 데뷔 첫 1위에 올랐으며, 1월 31일 SBS 인기가요에서도 뮤티즌 송을 수상하였다. 현재까지 이 앨범은 92,966장 판매되었다. (2010년~2011년 상반기)

## 수록곡 (작사 / 작곡)
1. 외톨이야 (한성호, AMEN / 김도훈, 이상호)
2. Love Revolution (정용화, 한성호 / 한성호, 김재양)
3. Y, Why… (정용화, 한성호 / 정용화, RYO)
4. Now or Never (Shushi, Family Business)
5. 그럴 겁니다… 잊을 겁니다… (Shushi, Thomas G'Son)

## 차트 기록

### 주간 차트
| 최고 순위 (2010)     | 외톨이야 | Y, Why… | 그럴 겁니다… 잊을 겁니다… | Love Revolution | Now or Never |
| -------------------- | -------- | ------- | ------------------------- | --------------- | ------------ |
| 가온 디지털 차트     | 2        | 48      | 81                        | 129             | 134          |
| 가온 벨소리 차트     | 1        | -       | -                         | -               | -            |
| 가온 통화연결음 차트 | 2        | -       | -                         | -               | -            |
| 엠넷 차트            | 1        | -       | -                         | -               | -            |
| 도시락 차트          | 1        | 75      | 77                        | 90              | 96           |

## 같이 보기
- 2010년 가온 앨범 차트 1위 목록